# فريق عمان يونايتد
عمان يونايتد هو فريق كرة سلة أردني مقره العاصمة عمان . ألوان الفريق هي الأسود والأبيض. ظهر يونايتد لأول مرة في الدوري الإنجليزي الممتاز في عام 2024،  ويلعب أيضًا في دوري غرب آسيا الممتاز لكرة السلة 2024-25 ، ليظهر لأول مرة على المستوى القاري.  وتلعب فرقها في عدة مستويات عمرية في البلاد، بما في ذلك الذكور والاناث. 

## روابط خارجية
- الحساب الرسمي على الانستجرام